# Microrregión del Norte Araguaia
La microrregión del Norte Araguaia es una de las microrregiones del estado brasilero de Mato Grosso perteneciente a la mesorregión Nordeste Mato-Grossense. Su población fue estimada en 2006 por el IBGE en 110.683 habitantes y está dividida en catorce municipios. Posee un área total de 84.916,341 km².

## Municipios
- Alto Boa Vista
- Bom Jesus do Araguaia
- Canabrava do Norte
- Confresa
- Luciára
- Novo Santo Antônio
- Porto Alegre do Norte
- Ribeirão Cascalheira
- Santa Cruz do Xingu
- Santa Terezinha
- São Félix do Araguaia
- São José do Xingu
- Serra Nova Dourada
- Vila Rica

- Datos: Q611430